# Stazione di Lüdem
La stazione di Lüdem (in tedesco Bahnhof Lüdem) è una fermata ferroviaria a servizio dell'omonima località nel comune svizzero di Frauenfeld sulla ferrovia Frauenfeld-Wil.

## Storia
La stazione fu attivata il 1º settembre 1887, in occasione dell'apertura della linea Frauenfeld-Wil (Wiler Bähnli).

## Strutture e impianti
La fermata dispone di un binario dotato di marciapiede per il servizio passeggeri. È dotata di una pensilina con copertura.

## Movimento
La fermata è servita dai treni a cadenza semioraria (e che fermano su richiesta) sulla relazione Frauenfeld - Wil (linea S15 della rete celere di San Gallo).

## Servizi
Nella stazione sono presenti:
- Biglietteria automatica[4]